# Forêt du Neuhof

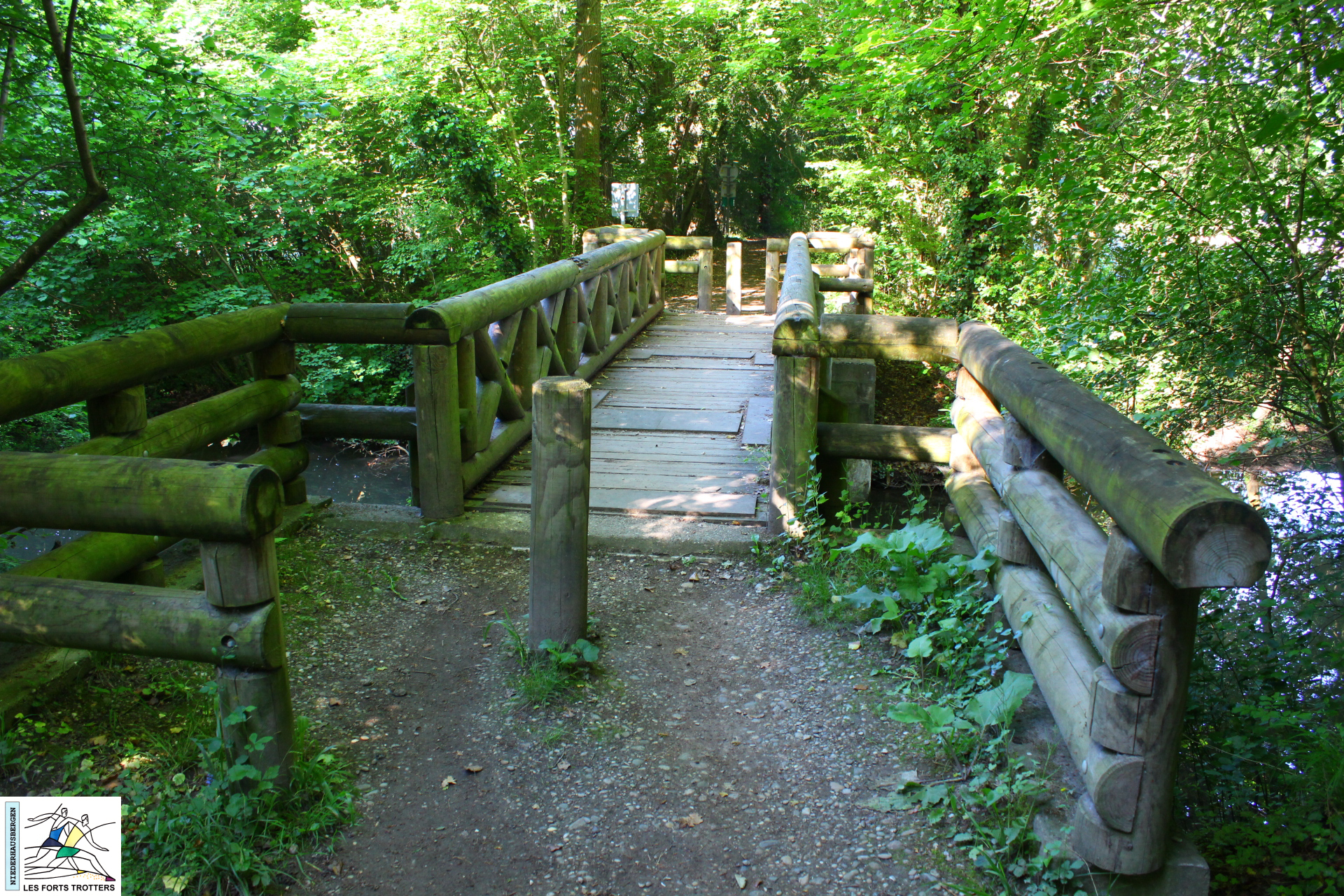
Pont en bois dans la forêt du Neuhof.

La forêt du Neuhof est l'une des deux forêts rhénanes — l'autre étant la forêt de la Robertsau — entourant la ville de Strasbourg en Alsace. Elle se situe au sud de la ville, en bordure du Rhin et du canal d'Alsace.

## Description
Forêt périurbaine, elle est située au sud du quartier strasbourgeois du Neuhof (duquel elle tire son nom) et à l'est de la commune d'Illkirch-Graffenstaden. Sa superficie est de 757 hectares. 
Elle est gérée et entretenue par le service des espaces verts, des jardins familiaux et des forêts de Eurométropole de Strasbourg. Depuis 2012, elle est intégrée à la Réserve naturelle nationale du massif forestier de Strasbourg-Neuhof/Illkirch-Graffenstaden.
Elle est traversée par plusieurs sentiers balisés, des itinéraires pour les cavaliers et comporte également un parcours de santé (dont les équipements sont à l'abandon depuis plusieurs années dans le cadre d'une "réflexion" sur "l'évolution" du parcours). Elle est aussi traversée par une ancienne voie ferrée qui reliait le moulin de la Ganzau aux installations du Port autonome de Strasbourg.
Au sud de la forêt se trouvent le fort Hoche et l'ouvrage Uhrich-Hoche qui faisaient partie de la ceinture de fortifications édifiée lors de l'annexion de l'Alsace-Lorraine.